# 미르성

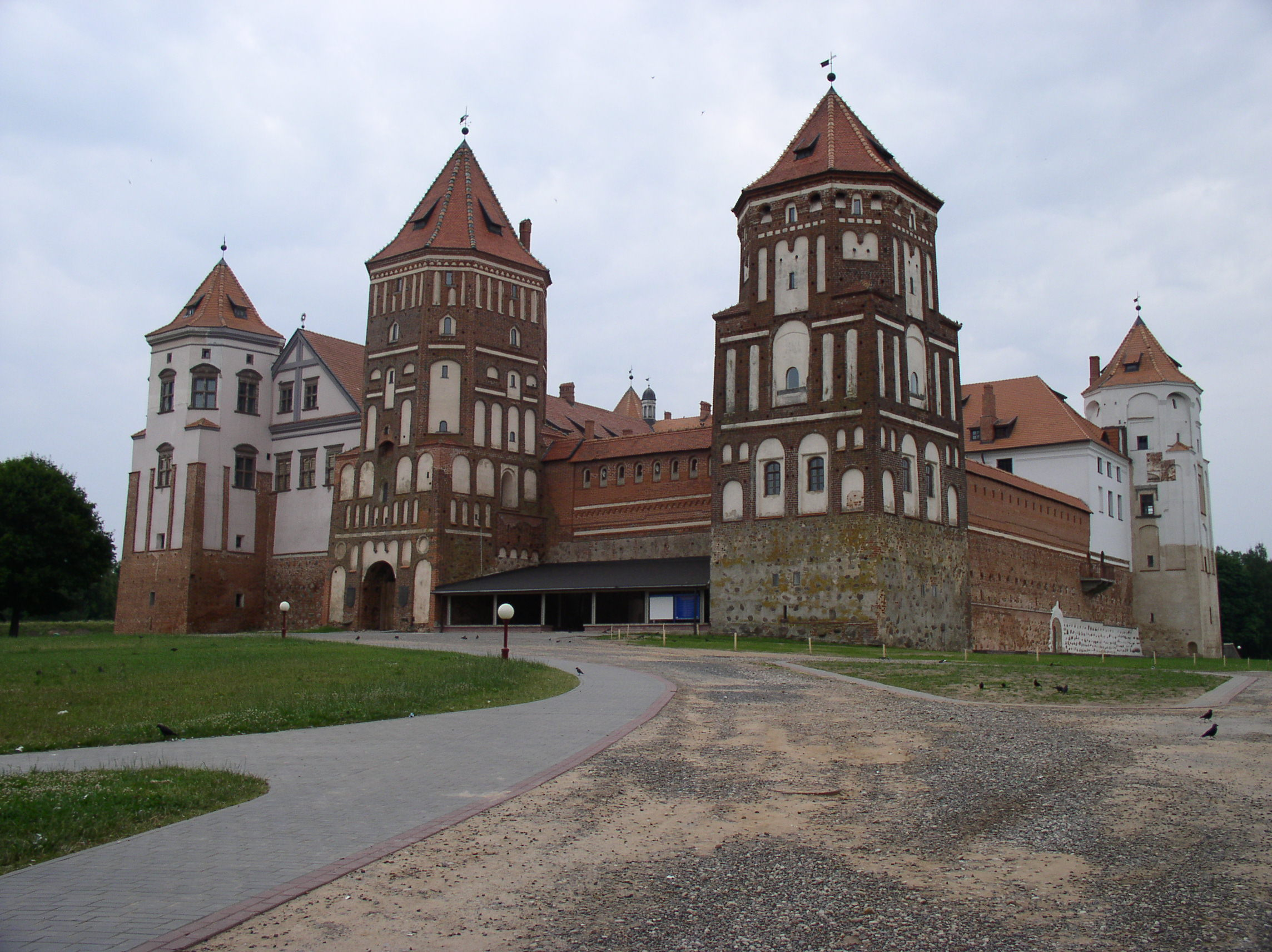
오늘날의 미르 성

미르성(벨라루스어: Мі́рскі за́мак)은 유네스코가 지정한 세계유산으로서 벨라루스의 북서쪽 미르 지역에 위치하고 있다.
성의 건설은 15세기 말엽에 시작하여 고딕 양식을 쓰고 있다. 16세기 초 일니크 공작이 건설을 완성하였다. 1568년 소유권이 리투아니아의 라드빌라 공작(Duke Radvila)의 것이 되면서 르네상스 건축 양식으로 성의 전체 건축 양식을 가미하도록 하였다. 3층으로 이루어져 있는 궁성은 동북 방향으로 향하고 있다. 석회석으로 된 화려한 문 장식과 발코니, 복도로 이뤄져 있다.
이후 1세기 동안 소유자 없이 버려져 있다가 나폴레옹 1세 때 심각한 피해를 입었다. 19세기 말엽에 들어 복원되었다. 1813년 도미니크 라지빌이 죽자 성은 그의 딸이었던 스테파니아가 물려받았고 이후 루드윅 주 사인 위트겐슈타인과 결혼하였다. 이후 그들의 딸인 마리아가 물려받았다. 이후 계속된 상속으로 전해졌다.
제2차 세계대전 당시 나치 독일군이 점령하여 유태인을 살해하기 전에 머물도록 한 곳이기도 하다.